# چگالی توان
چگالی توان عبارتست از میزان توان به ازای واحد حجم. توان خود از حاصل تقسیم انرژی بر واحد زمان به دست می‌آید.
در تبدیل‌کننده‌های انرژی از جمله باتری‌ها، سلول‌های سوختی، موتورها، واحدهای تأمین برق و غیره، چگونگی توزیع توان به حجم را به عنوان چگالی توان نام می‌گدارند که به واحد وات بر متر مکعب اندازه‌گیری می‌شود.
در موتورهای احتراق داخلی با حرکت رفت‌وبرگشت، چگالی توان (توان بر واحد حجم یا اسب بخار ترمز بر سانتی‌متر مکعب) یک معیار مهم است که بر اساس ظرفیت داخلی موتور و نه اندازه خارجی آن محاسبه می‌شود.
در واقع چگالی توان یک اندازه‌گیری از توان خروجی بر واحد حجم است. اگرچه این اندازه‌گیری به میزان رایجی که چگونگی توانی استفاده می‌شود نمی‌رسد، اما هنوز برای گفت‌وگوهای مربوط به سیستم‌های انرژی (معمولاً برای کاربردهای قابل حمل مانند حمل و نقل) مفید است. درک تفاوت میان توان حجمی و چگونگی توانی مهم است.
اگر یک سیستم دارای چگالی توان بالا باشد، می‌تواند مقدار زیادی انرژی را بر اساس حجم خود تولید کند. به عنوان مثال، یک کپاسیتور کوچک ممکن است توان خروجی مشابه یک باتری بزرگ داشته باشد. چرا که کپاسیتور به مراتب کوچکتر است، توان حجمی آن بیشتر است. از آنجا که این سیستم‌ها انرژی خود را به سرعت آزاد می‌کنند، سیستم‌های با توان حجمی بالا همچنین می‌توانند به سرعت شارژ شوند.
یک نمونه کاربرد این نوع ذخیره انرژی، فلاش دوربین است. این باید به اندازه کافی کوچک باشد تا در داخل دوربین (یا تلفن همراه) جا بیافتد، اما توان خروجی کافی داشته باشد تا سوژه عکس خود را روشن کند. این ویژگی باعث می‌شود که یک سیستم با چگالی توان بالا به عنوان ایده‌آل شناخته شود.
چگالی توان همچنین دلیل این است که برای شارژ مجدد فلاش بین عکس‌ها زمانی صرف می‌شود. باتری دارای توان حجمی کمتری نسبت به کپاسیتور در فلاش است. این به این معناست که زمان شارژ مجدد برای فلاش توسط توان خروجی باتری محدود شده است، نه توان خروجی فلاش. هرچند که چگونگی انرژی باتری نسبت به چگونگی انرژی کپاسیتور بالاتر است.
محدودیت‌ها و تعادلات در راهکارهای پرتوان
در راهکارهای با چگالی توان بالا، محدودیت‌ها و تعادلات وجود دارد. برای درک اینکه چگونه پیشرفت می‌تواند در دستیابی به چگالی توان هرچه بیشتر صورت گیرد، ضروری است از این مسائل آگاه باشیم. عوامل محدودکننده بسیار خاصی برای بهبود واقعی تراکم توان وجود دارند، از جمله برخی از عوامل زیر:
ضیاع هادی (Conduction Losses): این ضیاعات به دلیل مقاومت الکتریکی در اجزاء مدار به وجود می‌آیند.
ضیاع‌های روشن شدن و خاموش شدن (Turn-on and Turn-off Losses): این ضیاعات در هنگام روشن و خاموش شدن دستگاه‌های الکترونیک قدرت ایجاد می‌شوند.
ضیاع‌های بازیافت معکوس (Reverse-Recovery Losses): این ضیاعات در هنگام بازیافت معکوس یک دیود یا یک ترانزیستور ایجاد می‌شوند.
ضیاع‌های مرتبط با شارژ (Charge Related Losses): این ضیاعات به دلیل جابه‌جایی بار در اجزاء مدار به وجود می‌آیند.
مسائل حرارتی: این مسائل مربوط به مدیریت حرارت دستگاه‌ها هستند و ممکن است باعث افزایش دما و در نتیجه افت کارایی و عمر دستگاه شوند.
به‌جز مسائل حرارتی، این عوامل به ضیاعات توان تبدیل‌کننده مرتبط هستند.
کلیدهای دستیابی به چگالی توان بالا
با داشتن یک ایده عمومی از چه چیزی تراکم توان را محدود می‌کند، تمرکز یک طراح می‌تواند به سوی این مسئله شود که چگونه می‌توان در مقابل این محدودیت‌ها به دستاورد تراکم توان بالا دست یافت. راهکارهای مدرن مدیریت توان که توانسته‌اند تراکم توان بالا را به دست آورند، این جنبه‌های اصلی را مشترک دارند:
1. **یک عنصر سوئیچینگ که رسانایی هادی را به حداقل می‌رساند:** یک عنصر سوئیچینگ مورد استفاده باید به‌طور همزمان ضیاع‌های هادی (ضیاع‌های ناشی از مقاومت الکتریکی) و ضیاع‌های روشن و خاموش (ضیاع‌های ناشی از عملیات روشن و خاموش دستگاه) را کاهش دهد.
2. **توپولوژی تبدیل‌کننده بهینه‌سازی شده که در فرکانس‌های سوئیچینگ بالا عمل می‌کند به همراه یک روش کنترل مناسب:** توپولوژی بهینه شده برای عمل در فرکانس‌های سوئیچینگ بالا با یک روش کنترل مناسب، می‌تواند به دستاورد تراکم توان بالا کمک کند.
3. **ادغام فعال‌تر قدرت و روش‌های کنترل، معمولاً به وسیله تکنولوژی ماژول چندتایی یا مونولیتیک که از چند چیپ نیمه‌رسانا ترکیب شده است و در نتیجه اندازه فوت‌پرینت را کاهش می‌دهد:**ادغام فعال‌تر قدرت و روش‌های کنترل، اغلب توسط تکنولوژی ماژول چندتایی یا مونولیتیک که چندین چیپ نیمه‌رسانا را ترکیب می‌کند، می‌تواند به کاهش فضای اشغال شده کمک کند.
4. **عملکرد حرارتی عالی که فاصله دما بین دمای سیلیکون و سطوح خنک‌کننده بیرونی را به حداقل می‌رساند:**عملکرد حرارتی عالی کمک می‌کند تا فاصله دما بین دمای سیلیکون و سطوح خنک‌کننده خارجی کاهش یابد و در نتیجه افت کارایی و عمر دستگاه کاهش یابد.

چرا تراکم توان مهم است؟
کوچک بودن بهتر است: در چند سال اخیر، روند در تمامی محصولات الکترونیکی به سمت کوچک‌تر شدن بوده است، اما همچنان قابلیت اجرای عملکرد بهتر با نیازهای توان کمتر را دارند. تراکم توان به عنوان یک اندازه‌گیری از مقدار انرژی که می‌تواند در یک منطقه یا فضای داده‌شده در زمینه مدیریت توان در الکترونیک پردازش شود، عمل می‌کند. این امکان را فراهم می‌کند که حتی در یک واحد کوچک‌تر، توان بیشتری پردازش شود و در عین حال عملکرد سیستم انرژی بهبود یابد، همراه با کاهش هزینه‌ها. یک فلاش دوربین یک نمونه خوب از کاربردهای تراکم توان در یک سیستم ذخیره انرژی محدود به فضا است. این به دلیل این است که فلاش دوربین به اندازه کافی کوچک طراحی شده است تا داخل یک تلفن همراه جا شود، اما دارای توان خروجی بالاست که می‌تواند موضوع تصویر شما را روشن کند. این نشان‌دهنده است که چقدر یک سیستم با تراکم توان بالا ایده‌آل است.
عامل مقایسه: می‌توانید از مقدار تراکم توان به عنوان یک روش مستقیم برای مقایسه منابع تغذیه توان-سوییچ (SMPS) یا هر محصول توانی دیگر از جمله تقویت‌کننده‌های توان صوتی، تبدیل‌کننده‌های DC-DC و غیره استفاده کنید. اگر یک منبع تغذیه دارای تراکم توان بالا باشد، می‌تواند مقدار زیادی انرژی را بر اساس جرم خود خروجی دهد. به عنوان مثال، یک کپسول کوچک ممکن است همان توان خروجی یک باتری بزرگ را ارائه دهد. این به این دلیل است که حتی اگر کپسول خیلی کوچک باشد، تراکم توان آن از باتری بزرگتر است.
حجم تأمین توان: به‌طور کلی، هرگاه یک محصول الکتریکی/الکترونیکی جدید خرید می‌کنید، همیشه به حجم تأمین توان آن نگاه خواهید کرد. این به دلیل این است که در نظر گرفتن مسائل حرارتی (به عبارت دیگر، گرمایی شدن زیاد) اصلی است. همچنین، تراکم توان تعیین‌کننده‌ای برای مدت زمانی است که یک محصول به تغذیه برسد. به عنوان مثال، سیستم‌های با تراکم توان بالا می‌توانند به سرعت تغذیه شوند چرا که انرژی خود را با سرعت بیشتری آزاد می‌کنند.
نگرش به کارایی: بهبود کارایی منابع تغذیه برای الکترونیک به‌طور کل کارایی تراکم توان را بهبود می‌بخشد. علاوه بر این، تراکم توان به‌طور نزدیک با کارایی در برنامه‌های ارسال توان مرتبط است و کارایی به عنوان نیروی پرکننده در سیستم‌های مهندسی مدرن باقی می‌ماند. در واقع، برای برخی از مهندسان، دستیابی به تراکم توان بالا در طراحی سیستم‌های توان، دستاورد نهایی است. یک نمونه خوب از این موضوع در طراحی مراکز داده است که باید به‌طور کارآمد کمترین فضاها را با حداکثر توان پردازشی اشغال ک
نند. همچنین، با افزایش سرعت پردازنده‌ها به شدت، این دستگاه‌های مصرف‌کننده توان به مقدار زیادی توان نیاز دارند. این به این معناست که تأمین توان با کارایی بالا و تراکم توان بیشتر برای چنین پردازنده‌هایی به مراتب اهمیت بیشتری پیدا کرده است.
تفاوت بین چگالی توان و چگالی انرژی
برای دستگاه‌های قابل حمل و سایر دستگاه‌های متحرک از جمله تلفن‌های همراه، تراکم توان و تراکم انرژی مهم‌تر از توان و انرژی به حساب می‌آید.
تراکم توان یا چگالی توان به میزان توانی اشاره دارد که می‌تواند به ازای هر واحد جرم یا حجم تولید شود.
تراکم انرژی یا چگالی انرژی به میزان انرژی اشاره دارد که می‌تواند به ازای هر واحد جرم یا حجم تولید شود.
تراکم توان حجمی، میزان توانی است که یک دستگاه می‌تواند به ازای هر واحد حجم فراهم کند (به واحدهای وات بر سانتیمتر مکعب یا کیلووات بر متر مکعب).
تراکم توان جرمی (توان خاص)، میزان توانی است که یک دستگاه می‌تواند به ازای هر واحد جرم فراهم کند. واحدهای معمولی وات بر گرم یا کیلووات بر کیلوگرم هستند.

## مثال‌ها
| مواد ذخیره سازی    | نوع انرژی     | قدرت خاص (W/kg) | چگالی جریان (W/m3) |
| ------------------ | ------------- | --------------- | ------------------ |
| هیدروژن (در ستاره) | تکامل ستارگان | ۰٫۰۰۱۸۴         | ۲۷۶٫۵              |
| پلاتین             | واپاشی آلفا   | ۱٫۹۴            | ۳۸٬۳۶۰             |
| ابرخازن            | ابرخازن       | تا ۱۵۰۰۰        | متغیر              |
| لیتیوم یون         | شیمیایی       | ~۲۵۰–۳۵۰        | ~۷۰۰               |